# Équipe de Nouvelle-Zélande de Fed Cup
L'équipe de Nouvelle-Zélande de Fed Cup est l’équipe qui représente la Nouvelle-Zélande lors de la compétition de tennis féminin par équipe nationale appelée Fed Cup (ou « Coupe de la Fédération » entre 1963 et 1994).
Elle est constituée d'une sélection des meilleures joueuses de tennis néo-zélandaises du moment sous l’égide de la Fédération néo-zélandaise de tennis.

## Résultats par année

### 1965 - 1969
- 1965 (4 tours, 11 équipes) : pour sa première participation, après une victoire au 1er tour contre l’Argentine, la Nouvelle-Zélande s'incline en 1/4 de finale contre l’Australie.
- 1966 - 1967 - 1968 - 1969 : la Nouvelle-Zélande ne participe pas à ces éditions.

### 1970 - 1979
- 1970 (5 tours, 22 équipes) : après une victoire au 1er tour par forfait d'Israël, la Nouvelle-Zélande s'incline au 2e tour contre la Grande-Bretagne.
- 1971 (4 tours, 14 équipes) : après une victoire au 1er tour contre l’Argentine, la Nouvelle-Zélande s'incline en 1/4 de finale contre la Grande-Bretagne.
- 1972 (5 tours, 31 équipes) : la Nouvelle-Zélande s'incline au 1er tour contre les Pays-Bas.
- 1973 (5 tours, 30 équipes) : la Nouvelle-Zélande s'incline au 1er tour contre l’Indonésie.
- 1974 (5 tours, 29 équipes) : la Nouvelle-Zélande s'incline au 1er tour contre l’Espagne.
- 1975 (5 tours, 31 équipes) : la Nouvelle-Zélande s'incline au 1er tour contre la Suède.
- 1976 (5 tours, 32 équipes) : la Nouvelle-Zélande s'incline au 1er tour contre l’Argentine.
- 1977 (5 tours, 32 équipes) : après une victoire au 1er tour contre la Belgique, la Nouvelle-Zélande s'incline au 2e tour contre l’Afrique du Sud.
- 1978 (5 tours, 32 équipes) : après une victoire au 1er tour contre le Canada, la Nouvelle-Zélande s'incline au 2e tour contre les États-Unis.
- 1979 (5 tours, 32 équipes) : la Nouvelle-Zélande s'incline au 1er tour contre la Grande-Bretagne.

### 1980 - 1989
- 1980 (5 tours, 32 équipes) : après une victoire au 1er tour contre le Mexique, la Nouvelle-Zélande s'incline au 2e tour contre les États-Unis.
- 1981 (5 tours, 32 équipes) : la Nouvelle-Zélande s'incline au 1er tour contre  Taïwan.
- 1982 (5 tours, 32 équipes) : la Nouvelle-Zélande s'incline au 1er tour contre la Suisse.
- 1983 - 1984 : la Nouvelle-Zélande ne participe pas à ces éditions.
- 1985 (qualifications + 5 tours, 38 équipes) : après une victoire au 1er tour contre la France, la Nouvelle-Zélande s'incline au 2e tour contre l’Argentine.
- 1986 (qualifications + 5 tours, 42 équipes) : la Nouvelle-Zélande s'incline au 1er tour contre l’Italie.
- 1987 (qualifications + 5 tours, 42 équipes) : après une victoire au 1er tour contre le Brésil, la Nouvelle-Zélande s'incline au 2e tour contre l’Argentine.
- 1988 (qualifications + 5 tours, 36 équipes) : après une victoire au 1er tour contre la Chine, la Nouvelle-Zélande s'incline au 2e tour contre la Tchécoslovaquie.
- 1989 (qualifications + 5 tours, 40 équipes) : après une victoire au 1er tour contre l’Italie, la Nouvelle-Zélande s'incline au 2e tour contre l’Australie.

### 1990 - 1999
- 1990 (qualifications + 5 tours, 44 équipes) : après une victoire au 1er tour contre la Grèce, la Nouvelle-Zélande s'incline au 2e tour contre la France.
- 1991 (qualifications + 5 tours + barrages, 56 équipes) : après une défaite au 1er tour contre la Grande-Bretagne, une défaite en play-offs contre  Israël, la Nouvelle-Zélande l’emporte en play-offs contre la Grèce.
- 1992 (5 tours + barrages, 32 équipes) : après une défaite au 1er tour contre l’Allemagne, la Nouvelle-Zélande s'incline en play-offs contre le Paraguay.
- 1993 (5 tours + barrages, 32 équipes) : après une défaite au 1er tour contre l’Argentine, la Nouvelle-Zélande s'incline en play-offs contre la Corée du Sud.
- 1994 : la Nouvelle-Zélande ne participe pas à cette édition organisée à Francfort.

La compétition change de format à compter de 1995 : la Coupe de la Fédération devient Fed Cup.
- 1995 - 1996 - 1997 - 1998 - 1999 : la Nouvelle-Zélande concourt dans les compétitions par zones géographiques.

### 2000 - 2009
- 2000 - 2001 - 2002 - 2003 - 2004 - 2005 - 2006 - 2007 - 2008 - 2009 : la Nouvelle-Zélande concourt dans les compétitions par zones géographiques.

### 2010 - 2015
- 2010 - 2011 - 2012 - 2013 - 2014 - 2015 : la Nouvelle-Zélande concourt dans les compétitions par zones géographiques.

## Bilan de l'équipe
Résultats des confrontations entre la Nouvelle-Zélande et ses adversaires les plus fréquents (3 rencontres minimum dans les groupes mondiaux).
| # | Adversaires     | Rencontres | Victoires | Défaites | % victoires |
| - | --------------- | ---------- | --------- | -------- | ----------- |
| 1 | Argentine       | 6          | 2         | 4        | 33 %        |
| 2 | Grande-Bretagne | 4          | 0         | 4        | 0 %         |

## Bilan des joueuses les plus sélectionnées
Ce bilan est calculé sur la base des rencontres officielles des groupes mondiaux et barrages I et II. Les rencontres des tableaux dits de « consolation » et celles par « zones géographiques » ne sont pas prises en compte. Les joueuses comptant moins de 5 sélections ne sont pas reprises dans le tableau.
| # | Joueuses          | De   | à    | Sélections | Matchs | Victoires | Défaites | % victoires |
| - | ----------------- | ---- | ---- | ---------- | ------ | --------- | -------- | ----------- |
| 1 | Belinda Cordwell  | 1982 | 1991 | 15         | 25     | 12        | 13       | 48 %        |
| 2 | Brenda Perry      | 1978 | 1980 | 5          | 6      | 2         | 4        | 33 %        |
| 3 | Chris Newton      | 1975 | 1981 | 9          | 11     | 4         | 7        | 36 %        |
| 4 | Claudine Toleafoa | 1989 | 1993 | 11         | 13     | 3         | 10       | 23 %        |
| 5 | Judy Connor       | 1973 | 1982 | 12         | 19     | 6         | 13       | 32 %        |
| 6 | Julie Richardson  | 1985 | 1993 | 15         | 24     | 7         | 17       | 29 %        |
| 7 | Marilyn Pryde     | 1970 | 1973 | 5          | 10     | 4         | 6        | 40 %        |
| 8 | Robyn Hunt        | 1970 | 1974 | 5          | 10     | 2         | 8        | 20 %        |